# Территориальное деление Прокопьевска

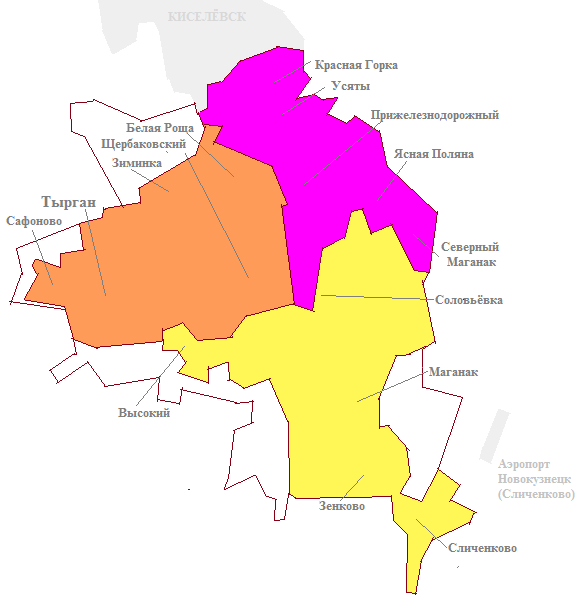
Районы Прокопьевска
Зенковский
Рудничный
Центральный

Город Прокопьевск, находящийся в Кемеровской области, разделён на 3 внутригородских района.
В рамках административно-территориального устройства области, Прокопьевск является городом областного подчинения, не входящим в Прокопьевский район, центром которого он одновременно является. В рамках муниципального устройства он образует отдельное от одноимённого муниципального района самостоятельное муниципальное образование Прокопьевский городской округ или город Прокопьевск с единственным населённым пунктом в его составе.
Районы Прокопьевска не являются муниципальными образованиями.

## Районы
| № | Район       | Площадь, км² | Население, чел. (2021) | Код ОКАТО  |
| - | ----------- | ------------ | ---------------------- | ---------- |
| 1 | Зенковский  |              | ↘26 934                | 32 437 362 |
| 2 | Рудничный   |              | ↘101 435               | 32 437 364 |
| 3 | Центральный |              | ↘49 450                | 32 437 367 |

## Планировочные районы
Районы Прокопьевска включают 15 планировочных районов (микрорайонов), составляющие в основном бывшие населённые пункты, включённые в городскую черту: Красная Горка, Усяты, Зиминка, Ясная Поляна, Прижелезнодорожный, Березовая Роща, Тырган, Сафоново, Щербаковский, Высокий, Соловьевка, Северный Маганак, Маганак, Зенково, Спиченково.
| Район                 | Население, тыс. чел. (2014) |
| --------------------- | --------------------------- |
| I. Рудничный район    | 124,6                       |
| Тырган                | 104,9                       |
| Зиминка               | 4,6                         |
| Щербаковский          | 5,6                         |
| Березовая Роща        | 5,5                         |
| Сафоново              | 4,0                         |
| II. Центральный район | 52,5                        |
| Красная Горка         | 10,0                        |
| Усяты                 | 1,4                         |
| Ясная Поляна          | 15,6                        |
| Северный Маганак      | 11,2                        |
| Прижелезнодорожный    | 14,3                        |
| III. Зенковский район | 25,9                        |
| Зенково               | 9,8                         |
| Маганак               | 10,4                        |
| Спиченково            | 1,5                         |
| Соловьевка            | 2,9                         |
| Высокий               | 1,3                         |
| Прокопьевск, всего    | 203,0                       |

### Характеристика
Характеристика планировочных районов
| Рудничный район - Тырган — западная полоса застройки — является самым крупным по территории, населению и наиболее интенсивно развивающимся в настоящее время. Сосредоточены основные массивы многоэтажной жилой застройки и объектов общественного и культурно-бытового назначения. Промышленная зона включает предприятия НПО «Развитие», НПО «ПШПЗ», ООО «Корбу», ООО «Сибирский табак», ОАО «Прокопьевский дрожжевой завод», трамвайный парк, ООО «Домостроительная компания», Вагоноремонтный завод. В конце 1930х годов здесь располагался горсовет - Березовая Роща — центральная полоса застройки, малоэтажная усадебная застройка. Предприятия: завод ООО «Прокопьевский РМЗ», ОАО «Прокопьевский хлебокомбинат», ООО «Безалкогольные напитки», ОАО «Хладокомбинат», ООО «Гормолзавод». - Сафоново — западная полоса застройки. - Щербаковский — западная полоса застройки, преимущественно малоэтажная усадебная. Промзона. | Центральный район - Красная Горка — сочетает кварталы малоэтажной усадебной застройки, кварталы 2-3 этажной и 4-5 этажной секционной жилой застройки. Выезд на автомагистраль Кемерово-Новокузнецк. - Усяты — включает малоэтажную усадебную застройку - Зиминка — центральная полоса застройки, малоэтажная усадебная застройка. - Ясная Поляна — восточная полоса застройки сочетает кварталы малоэтажной усадебной застройки, кварталы 2-3 этажной и многоэтажной застройки и объектами культурно-бытового обслуживания. Предприятия: РМЗ, ЖБИ, шарикоподшипниковый завод. Выезд на автомагистраль Кемерово-Новокузнецк. - Северный Маганак — восточная полоса застройки. - Прижелезнодорожный — застройка формировалась в 1930-40-е годы, много капитальной многоэтажной застройки, расположены исторические и архитектурные памятники. Ядро центра города, включающее основные административные здания, зрелищные, торгового и культурно-бытового обслуживания, располагается в кварталах по проспекту Шахтёров. Старый центр. Административные здания. | Зенковский район - Высокий — западная полоса застройки. Застройка этих районов преимущественно малоэтажная усадебная. Кладбище. - Соловьёвка. - Маганак. - Зенково — южная часть. Шахты Зенковская и Коксовая, разрез Березовский, санатории, профилактории, детские оздоровительные лагеря. Выезд на автомагистраль Кемерово-Новокузнецк. - Спиченково — южная часть, аэропорт. Выезд на автомагистраль Кемерово-Новокузнецк. - Красный Углекоп - сочетает кварталы малоэтажной усадебной застройки, кварталы 2-3 этажной и 4-5 этажной секционной жилой застройки. Выезд на автомагистраль Кемерово-Новокузнецк. |

## История
В 1930-е годы в Прокопьевске действовали два городских района: Центральный и Ворошиловский. 25 сентября 1943 г. решением Кемеровского Областного Исполнительного комитета в городскую черту Прокопьевска вошло село Зенково. 3 февраля 1945 г. указом Президиума Верховного Совета РСФСР в городе были образованы три района: Центральный, Рудничный и Зенковский.
В 2021 году в городе работают районные ТИКи и федеральные районные суды общей юрисдикции - Зенковский, Рудничный. Центральный.